# WM-sustav igre
WM-sustav igre nogometni je raspored igrača na terenu u formaciji 1-3-2-2-3. Uz vratara djelovale su linije bekova, linija halfova, linija spojki i linija napadača. Tipični predstavnici tog sustava bili su Englezi. Tvorac tog sustava bio je Herbert Chapman, menedžer londonskog Arsenala.
Ovaj sustav bio je vrlo jednostavan za obranu. Temeljio se na igri čovjek na čovjeka. Igrači su bili ravnomjerno raspoređeni po terenu u ravnomjerno opterećeni. Glavni organizatori igre bili su halfovi i spojke raspoređeni po terenu u četverokutu. 
Slabost sustava bilo je striktno pokrivanje igrača. Sustav doživljava svoj vrhunac 1950-ih godina.